# Ben Kingsley
Sir Ben Kingsley CBE (nascut Krishna Bhanji el 31 de desembre de 1943) és un actor britànic d'ascendència índia (Gujarati), guanyador d'un Oscar per Gandhi.

## Biografia
Ben Kingsley va néixer a Scarborough, Yorkshire. S'interessa molt aviat pel teatre i entra a la Reial Shakespeare Company. Interpreta entre d'altres Othello, Hamlet  i The Merry Wives of Windsor, de Shakespeare, o El Cirerer de Txékhov. Debuta al cinema el 1972 amb Fear is the Key  de Michael Tuchner. Es fa conèixer al gran públic el 1982 fent de Mahatma Gandhi, a la pel·lícula homònima de Richard Attenborough. Aquest paper li fa guanyar de sobte l'estatus d'estrella internacional. El 1982 guanya l'Oscar al millor actor, el Globus d'Or al millor actor dramàtic, i el Premi de la crítica de Nova York.
Apareix llavors a nombroses pel·lícules escrites per Harold Pinter, entre les quals Traïcions conjugals. El 1987, roda Maurice, una pel·lícula de James Ivory.
Actor de composició, varia els seus personatges: gàngster notori a Bugsy (Barry Levinson), campió de fracassos a Searching for Bobby Fischer  (Steven Zaillian), antic botxí a La mort i la donzella (Roman Polanski) o Itzhak Stern, el comptable jueu d'Oskar Schindler, a La llista de Schindler (Steven Spielberg).
Va ser ennoblit (Sir) per la reina Elizabeth II el 2001.

## Filmografia

### Cinema
- 1972: Fear Is the Key: Royale

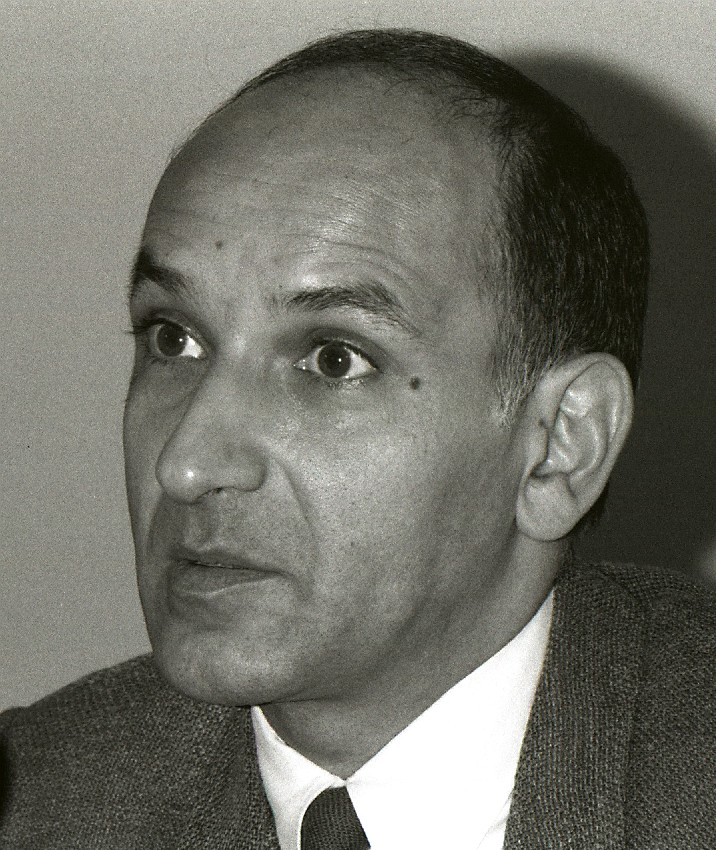
Ben Kingsley el 1983

- 1982: Gandhi: Mohandas Karamchand Gandhi "Bapu"
- 1983: Traïció: Robert
- 1985: Turtle Diary: William Snow
- 1985: Harem: Selim
- 1987: Maurice: Lasker-Jones
- 1988: Pascali's Island: Basil Pascali
- 1988: Without a Clue: Dr. John Watson
- 1988: Testimony: Dmitri Shostakovich
- 1989: Slipstream: Avatar (Wind Cult)
- 1990: Romeo-Juliet: pare Capulet (veu)
- 1990: The Children: Martin Boyne
- 1990: Una vida violenta: Governador
- 1990: O Quinto Macaco: Cunda
- 1991: L'Amore necessario: Ernesto
- 1991: Bugsy: Meyer Lansky
- 1992: Freddie, agent 07 : Freddie (veu)
- 1992: Sneakers: Cosmo
- 1993: Dave, president per un dia: vicepresident Nance
- 1993: Searching for Bobby Fischer: Bruce Pandolfini
- 1993: La llista de Schindler: Itzhak Stern
- 1994: La mort i la donzella: Dr. Roberto Miranda
- 1995: Species, espècie mortal: Xavier Fitch
- 1996: Twelfth Night: Or What You Will: Feste
- 1997: Caça al terrorista: Amos
- 1997: Fotografiant fades: reverend Templeton
- 1999: A Force More Powerful: narrador
- 1999: The Confession: Harry Fertig
- 1999: Parting Shots: Renzo Locatelli
- 2000: Spooky House: The Great Zamboni
- 2000: What Planet Are You From?: Graydon
- 2000: Normes d'intervenció: ambaixador Mourain
- 2000: Sexy Beast: Don Logan
- 2001: A.I. Artificial Intelligence: Especialista (veu)
- 2001: El triomf de l'amor: Hermòcrates
- 2002: Tuck Everlasting: L'home del maletí groc
- 2003: House of Sand and Fog: Behrani
- 2004: Thunderbirds: l'encaputxat
- 2004: Sospitós zero: Benjamin O'Ryan
- 2005: A Sound of Thunder: Charles Hatton
- 2005: Oliver Twist: Fagin
- 2005: BloodRayne: Kagan
- 2006: El cas Slevin: el rabí
- 2007: You Kill Me: Frank Falenczyk
- 2007: L'última legió: Ambrosinus / Merlin
- 2007: The Ten Commandments
- 2008: Wackness
- 2008: Love Guru
- 2008: Transsiberian
- 2009: Shutter Island de Martin Scorsese: Dr. John Cawley
- 2010: Prince of Persia: The Sands of Time de Mike Newell
- 2011: Hugo de Martin Scorsese
- 2012: The Dictator de Larry Charles
- 2013: El joc de l'Ender de Gavin Hood
- 2013: Iron Man 3 de Shane Black
- 2013: A Common Man de Perry Bhandal
- 2013: El metge de Philipp Stölzl
- 2014: Exodus: Gods and Kings de Ridley Scott
- 2014: Night at the Museum: Secret of the Tomb de Shawn Levy
- 2014: All Hail the King
- 2014: Aprenent a conduir
- 2014 Walking with the enemy
- 2015 The Walk
- 2015 Tut
- 2015 Selfless
- 2016 El llibre de la selva
- 2016 Collide
- 2017 Security
- 2018 Operation Finale
- 2019 The Red Sea Diving Resort
- 2021 Shang-Chi and the Legend of the Ten Rings
- 2023 Jules

### Televisió
- 1966: Orlando (sèrie TV): Peter
- 1966: Coronation Street (sèrie TV): Ron Jenkins
- 1973: A Misfortune
- 1973: Barbara of the House of Grebe: Lord Uplandtowers
- 1974: Antony and Cleopatra: Thidias
- 1975: The Brotherhood: Rossetti
- 1975: An Impeccable Elopement
- 1975: Remember Me
- 1975: Beata Beatrix
- 1975: The Artisan
- 1976: Dickens of London: Dr. John Elliotson
- 1982: Kean: Edmund Kean
- 1982: The Merry Wives of Windsor: Frank Ford
- 1984: Camille: Duval
- 1985: Silas Marner: The Weaver of Raeloe: Silas Marner
- 1986: Stanley's Vision: Stanley Spencer
- 1987: Il Segreto del Sahara: Sholomon
- 1989: Murderers Among Us: The Simon Wiesenthal Story: Simon Wiesenthal
- 1990: Lenin: The Train: Lenin
- 1991: The War That Never Ends: Pericles
- 1995: La Bible: Joseph (Joseph): Potiphar
- 1995: La Bible: Moise (Moses): Moses
- 1997: Weapons of Mass Distraction: Julian Messenger
- 1998: The Tale of Sweeney Todd: Sweeney Todd
- 1998: Crime and Punishment: Porfiry
- 1999: Alice in Wonderland: Major Caterpillar
- 2001: Anne Frankne Frank: The Whole Story: Otto Frank
- 2005: Mrs. Harris: Herman Tarnower

## Discografia
- 1991: The tiger and the Brahim, conte llegit per Ben Kingsley amb música de Ravi Shankar.

## Premis i nominacions

### Premis
- 1983: Oscar al millor actor per Gandhi
- 1983: Globus d'Or al millor actor dramàtic per Gandhi
- 1983: BAFTA al millor actor per Gandhi

### Nominacions
- 1989: Primetime Emmy al millor actor en minisèrie o especial per Murderers Among Us: The Simon Wiesenthal Story
- 1990: Globus d'Or al millor actor en minisèrie o telefilm per Murderers Among Us: The Simon Wiesenthal Story
- 1992: Oscar al millor actor secundari per Bugsy
- 1992: Globus d'Or al millor actor secundari per Bugsy
- 1994: BAFTA al millor actor secundari per La llista de Schindler
- 1995: Primetime Emmy al millor actor secundari en minisèrie o especial per Joseph
- 2002: Oscar al millor actor secundari per Sexy Beast
- 2002: Globus d'Or al millor actor secundari per Sexy Beast
- 2001: Primetime Emmy al millor actor en minisèrie o telefilm per Anne Frank: The Whole Story
- 2002: Globus d'Or al millor actor en minisèrie o telefilm per Anne Frank: The Whole Story
- 2004: Oscar al millor actor per House of Sand and Fog
- 2004: Globus d'Or al millor actor dramàtic per House of Sand and Fog
- 2006: Primetime Emmy al millor actor en minisèrie o telefilm per Mrs. Harris
- 2007: Globus d'Or al millor actor en minisèrie o telefilm per Mrs. Harris